# لوسیانو هنریکه
لوسیانو هنریکه (به پرتغالی: Luciano Henrique de Gouveia) مهاجم اهل برزیل است که در شهر Tremembé، ایالت سائوپائولو  و در تاریخ ۱۰ اکتبر ۱۹۷۸ به دنیا آمده‌است.
لوسیانو هنریکه در تیم‌های فوتبال Taubaté سابقهٔ حضور دارد.